# Estación French
French es una estación ferroviaria ubicada en la localidad de Manuel B. Gonnet, partido de Nueve de Julio, Provincia de Buenos Aires, Argentina.
La estación corresponde al Ferrocarril Domingo Faustino Sarmiento de la red ferroviaria argentina.

## Servicios
Desde agosto de 2015 no se prestan servicios de pasajeros.
Sus vías están concesionadas a la empresa de cargas Ferroexpreso Pampeano.

## Toponimia
Debe su nombre al Coronel Domingo French, uno de los próceres de la Semana de mayo de 1810.